# Belasica
Belasica (macedonio y búlgaro: Беласица, también transliterado como Belasitsa o Belasitza; griego, Μπέλες, Béles, o Κερκίνη, Kerkíni) es una cordillera en la región de Macedonia en el sureste de Europa, compartida por el noroeste de Grecia (alrededor del 45 %), sureste de Macedonia del Norte (35 %) y suroeste de Bulgaria (20 %). La región es particularmente famosa por la batalla de Clidio de 1014, que acabó siendo decisiva para la caída del Primer Imperio búlgaro.
La cordillera tiene alrededor de 60 km de largo y entre 7 y 9 km de ancho y está situado justo al noreste del lago Doiran. El punto más alto es el pico Radomir (Kalabak) a 2029 msmn, con una elevación que por lo demás va entre los 300 y los 1900 m sobre el nivel del mar. Los límites de los tres países se encuentran en el pico Tumba. El clima en la región muestra fuerte influencia mediterrána.
La región de Belasica se convirtió en una eurorregión en 2003. Dos equipos de fútbol reciben su nombre por la cordillera, PFC Belasitsa de la cercana ciudad búlgara de Petrich y FC Belasica de Strumica en Macedonia del Norte.

## Honor
El glaciar Kongur en la isla Smith, Islas Shetland del Sur recibe su nombre por el pico y la reserva natural de Kongur en la montaña Belasitsa.